# I det heliga Rysslands tjänst
I det heliga Rysslands tjänst (ryska: День опричника, Djenj opritjnika, "En opritjniks dag"), är en dystopisk roman från 2006 av den ryske författaren Vladimir Sorokin. Den svenska översättningen av Ben Hellman kom 2008.

## Handling
Handlingen utspelas i en nära framtid, när det Ryska kejsardömet ses som återupprättat. Intrigen följer en hel arbetsdags groteska händelser för en  opritjnik, en hemlig polis ur den återinrättade opritjninan. Ivan den förskräckliges barbari har effektiviserats med modern teknik.
Året är 2027 och Ryssland har isolerat sig från Väst genom en väldig mur. Säkerhetstjänstens man Komjaga bekämpar skoningslöst inre och yttre förmenta fiender. Från sin röda Merca dirigerar han dagens razzior; mot ett adelsgods, mot en ortodox kulthandling i Kreml, och en nationell musikfest. Han har en position i hierarkin under Lillefar som tar order direkt från Härskaren. Den officiella lunchen är obligatorisk men påver och fylls ut med egna ärenden. Efter att ha bevittnat en offentlig prygling avslutar han dagen med en festmåltid följd av brödernas sexorgie i bastun.
Sorokin medgav i en senare intervju att han inte kunnat förutse att hans roman skulle komma till liv så pass sanningsenligt, även i detaljer, utan snarare skrivit boken som en varning och "mystisk försiktighetsåtgärd" mot de sakernas tillstånd som beskrivs i intrigen.